# Los Cerquitos
Los Cerquitos är en ort i Mexiko.   Den ligger i kommunen Sinaloa och delstaten Sinaloa, i den västra delen av landet, 1 200 km nordväst om huvudstaden Mexico City. Los Cerquitos ligger 126 meter över havet och antalet invånare är 154.
Terrängen runt Los Cerquitos är kuperad norrut, men söderut är den platt. Runt Los Cerquitos är det glesbefolkat, med 19 invånare per kvadratkilometer. Närmaste större samhälle är Genaro Estrada, 10,1 km söder om Los Cerquitos. Trakten runt Los Cerquitos består till största delen av jordbruksmark.